# Helvio Guozden
Helvio Nicolás Guozden (Buenos Aires, 2 de enero de 1914-19 de julio de 1983) fue un militar argentino, perteneciente a la Armada, donde alcanzó la jerarquía de contralmirante. Se desempeñó como gobernador de facto de la provincia de La Pampa entre 1968 y 1971, y como gobernador de facto de la provincia de Córdoba entre 1971 y 1973, ambos períodos durante la dictadura autodenominada «Revolución Argentina».

## Biografía

### Carrera naval
Nació en Buenos Aires en enero de 1914. Ingresó a la Armada Argentina en 1928 como cadete, egresando de la Escuela Naval Militar como guardiamarina en 1933, integrando la promoción 59. Realizó su viaje de instrucción el fragata ARA Presidente Sarmiento, en su viaje de instrucción XXX.
A lo largo de su carrera miliar, fue jefe de artillería del crucero ARA La Argentina, cumplió funciones en la Dirección de Personal Naval, fue comandante del ARA King en 1948, capitán de la fragata ARA Santísima Trinidad, director general de Sanidad y Obra Social Naval, director general del Material Naval y comandante del Grupo Naval Antártico. En ese puesto, fue capitán del rompehielos ARA General San Martín (Q-4) y estuvo al mando de la campaña antártica de 1956-1957. Otros destinos fueron la Escuela Naval Militar, la Secretaría de Marina, la Escuadra de Ríos, la Escuela de Guerra Naval, el Estado Mayor General Naval, así como los buques ARA Moreno, ARA Paraná, ARA Hércules, ARA Cervantes, entre otros.
Alcanzó el grado de contralmirante en 1957, pasando a retiro en 1959.

### Gobernador de La Pampa
En enero de 1968, fue designado gobernador de la provincia de La Pampa por el presidente de facto Juan Carlos Onganía. En el cargo, se dedicó a promover el desarrollo de la cuenca del río Colorado, organizándose una secretaría provincial y luego la Administración Provincial del Río Colorado, legislándose también sobre creación de colonias agrícolas como El Sauzal en proximidades de la Colonia 25 de Mayo, que fue elevada a municipio.
Solicitó planes de fomento para la provincia ante el Consejo Nacional de Desarrollo (CONADE), apuntando al crecimiento demográfico y el desarrollo económico local. Además, cambió por decreto la fecha de celebración provincial, reemplazando la conmemoración de la ley de autonomía provincial de 1951 por la ley de creación de los territorios nacionales de 1884. La fecha original fue recuperada en 2015.

### Gobernador de Córdoba
En marzo de 1971, fue trasladado de La Pampa a la provincia de Córdoba, al ser nombrado gobernador por el presidente de facto Roberto Marcelo Levingston. Su designación se dio en medio de diversos conflictos que habían surgido en aquella provincia, como el Cordobazo y el más inmediato Viborazo, que habían debilitado al gobierno militar y provocaron el desplazamiento de los anteriores interventores provinciales, el más reciente José Camilo Uriburu. Fue oficializado en el cargo en junio de 1971 por Alejandro Agustín Lanusse.
Su gestión, iniciada en un marco de conflictos con empleados estatales y una declaración de zona de emergencia tras una serie de protestas, se caracterizó por el reforzamiento del aparato represivo del Estado, orientado a reprimir dichas manifestaciones, como así también a los sindicados y las guerrillas. Esto se manifestó con la detención del dirigente de Luz y Fuerza Agustín Tosco en abril de 1971, siendo liberado en septiembre de 1972. Por decreto provincial, fue también organizado el Departamento de Informaciones Policiales para las prácticas represivas.
Durante su gestión, el municipio de Colonia Caroya fue anexado a Jesús María, lo que provocó fuertes protestas, incluso al gobernador democrático que le sucedió en el cargo, Ricardo Obregón Cano. En noviembre de 1971, estableció el Instituto Provincial de Atención Médica tras una huelga sindical. Ocupó el cargo de gobernador hasta el fin de la dictadura autodenominada «Revolución Argentina», en mayo de 1973.

### Fallecimiento
Falleció en julio de 1983, a los 69 años.